# Tempel van Jupiter (Baalbek)

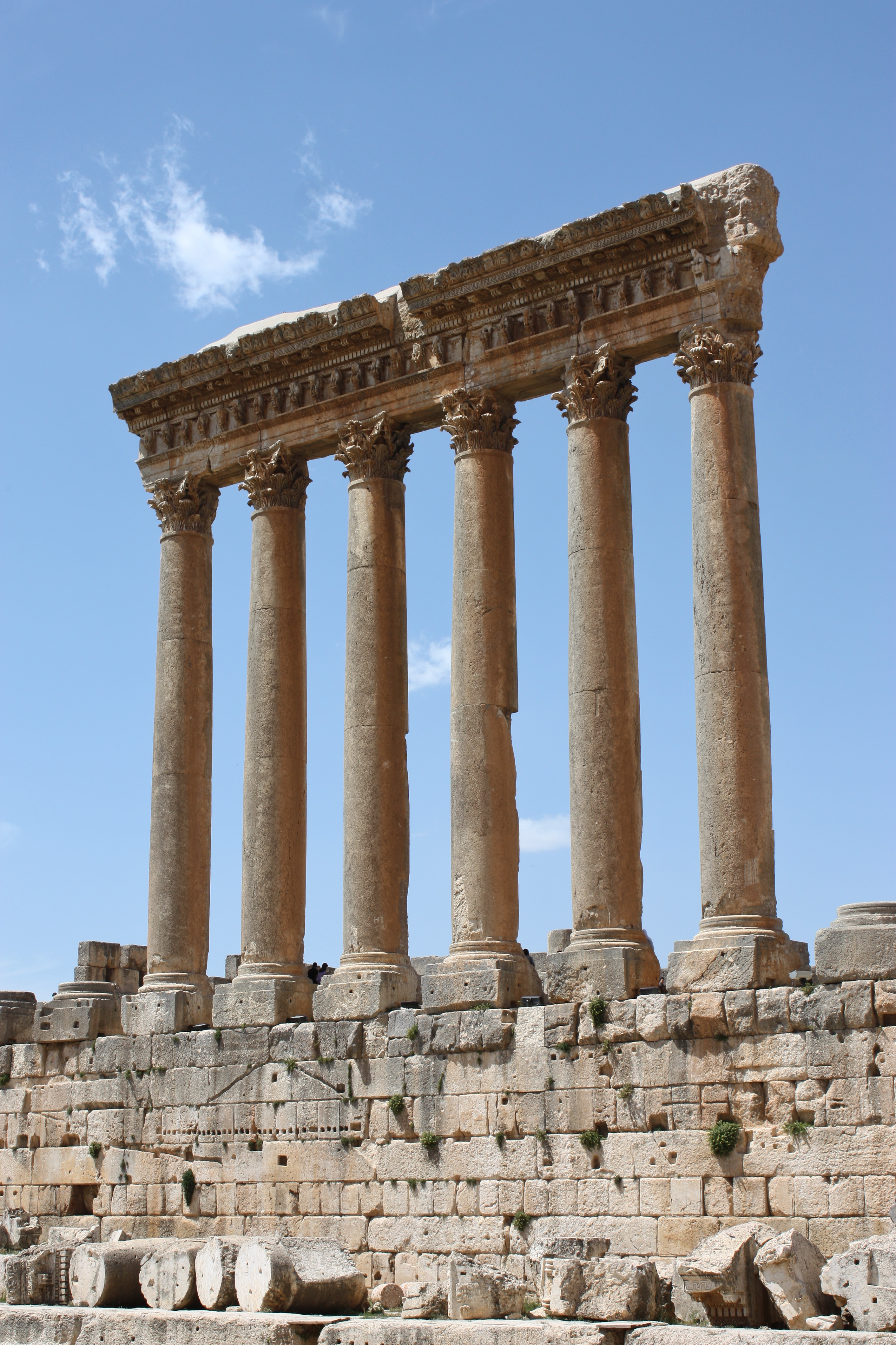
Overblijfselen van de tempel

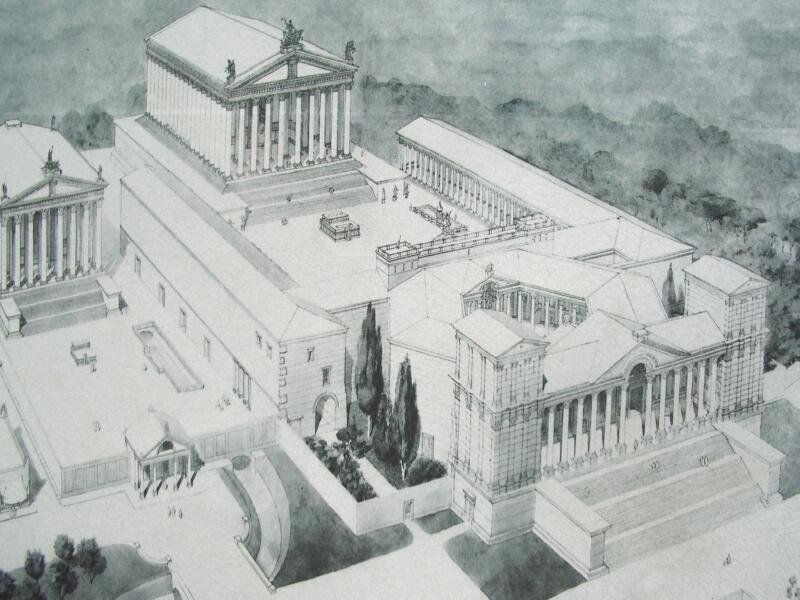
Het oude Baalbek met de tempel van Jupiter, het Zeshoekige Hof, en de Tempel van Bacchus. (De Tempel van Venus was de derde tempel van het complex, buiten beeld links vooraan)

De Tempel van Jupiter is een kolossale Romeinse tempel, de grootste van de Romeinse wereld, binnen het Baalbek-complex in Heliopolis Syriaca  in het huidige Libanon. De tempel deed dienst als orakel en was gewijd aan Jupiter Heliopolitanus.
Het is onbekend wie de opdracht gaf tot de bouw, wie de tempel ontwierp en wanneer het werd gebouwd. Waarschijnlijk begon de bouw rond 16 v.Chr. en was hij (bijna) voltooid rond 60 n.Chr. De noordelijke en zuidelijke buitenmuur bleven onvoltooid.
Het bevindt zich aan het westelijke einde van het Grote Hof van het Romeinse Heliopolis (zoals Baalbek in de Romeinse tijd genoemd werd), op een breed stenen platform op een hoogte van 7 meter boven de enorme stenen van het fundament, waarvan er drie (de Trilithon) behoren tot de zwaarste steenblokken, die ooit in een constructie zijn gebruikt. De tempel rustte niet op de U-vormige buitenmuur.
Er was al lang activiteit van een cultus op de plek. Er was een heuvel (een tell) en de Tell Baalbek gaat ten minste 10.000 jaar terug. Er zijn verscheidene lagen van neolithische vestiging gevonden, waarschijnlijk het Prekeramisch Neolithicum. De tempel nam naar alle waarschijnlijkheid de plek in van een eerdere tempel, mogelijk met het gebruik van hetzelfde platform. In het gebied woonden Phoeniciërs (de Griekse naam voor Kanaänieten). Herodes de Grote zou er volgens Lohmann een podium gebouwd hebben.
Het was de grootste tempel aan Jupiter gewijd in het hele Romeinse Rijk. De zuilen waren 19,9 meter hoog met een diameter van bijna 2,5 meter: de grootste in de klassieke wereld. Er waren drie eeuwen nodig om dit kolossale tempelcomplex op te richten.

## Geschiedenis

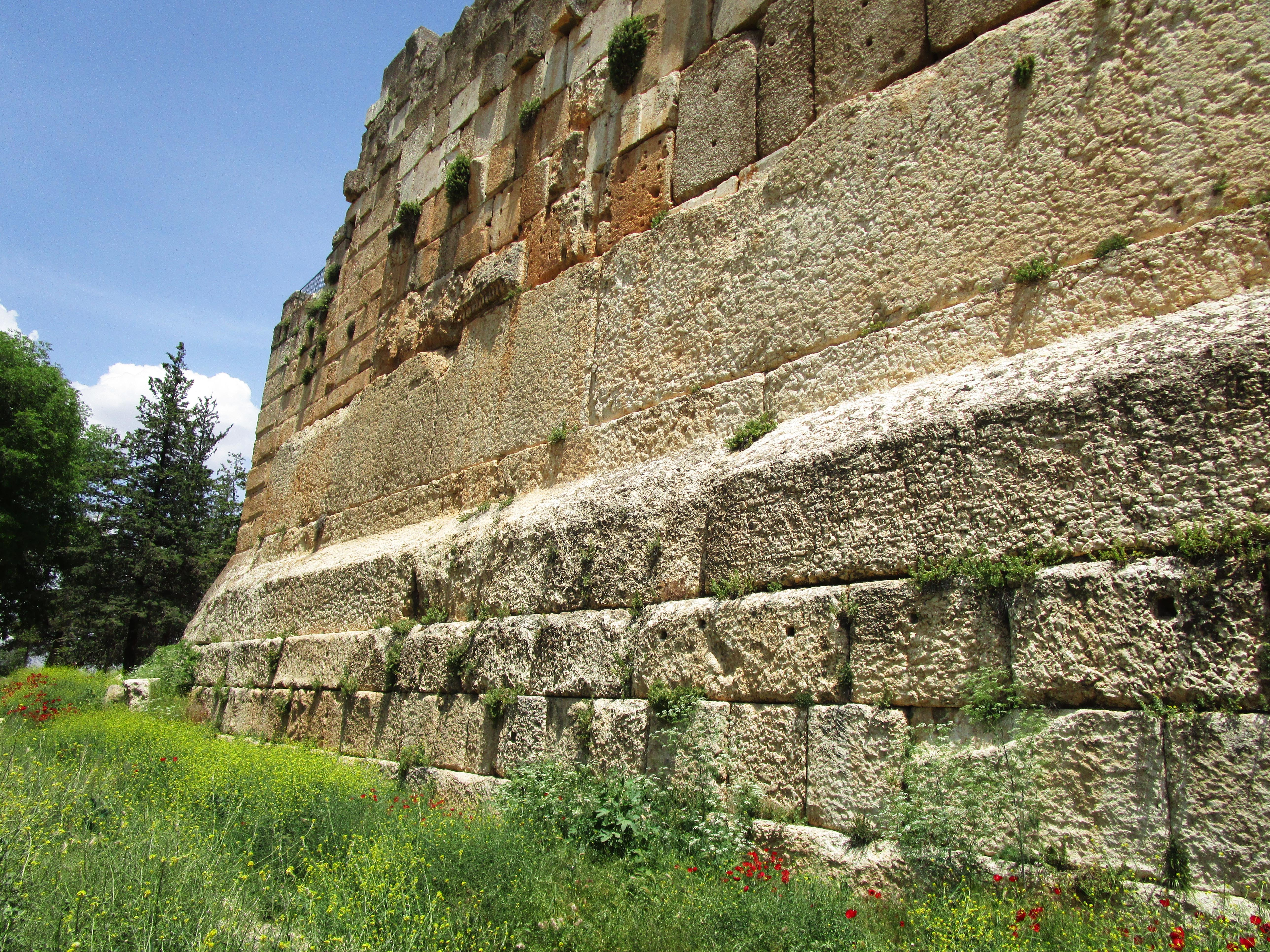
Trilithon (drie stenen), Tempel van Jupiter, Westelijke muur, elk blok met een geschat gewicht van 800 ton

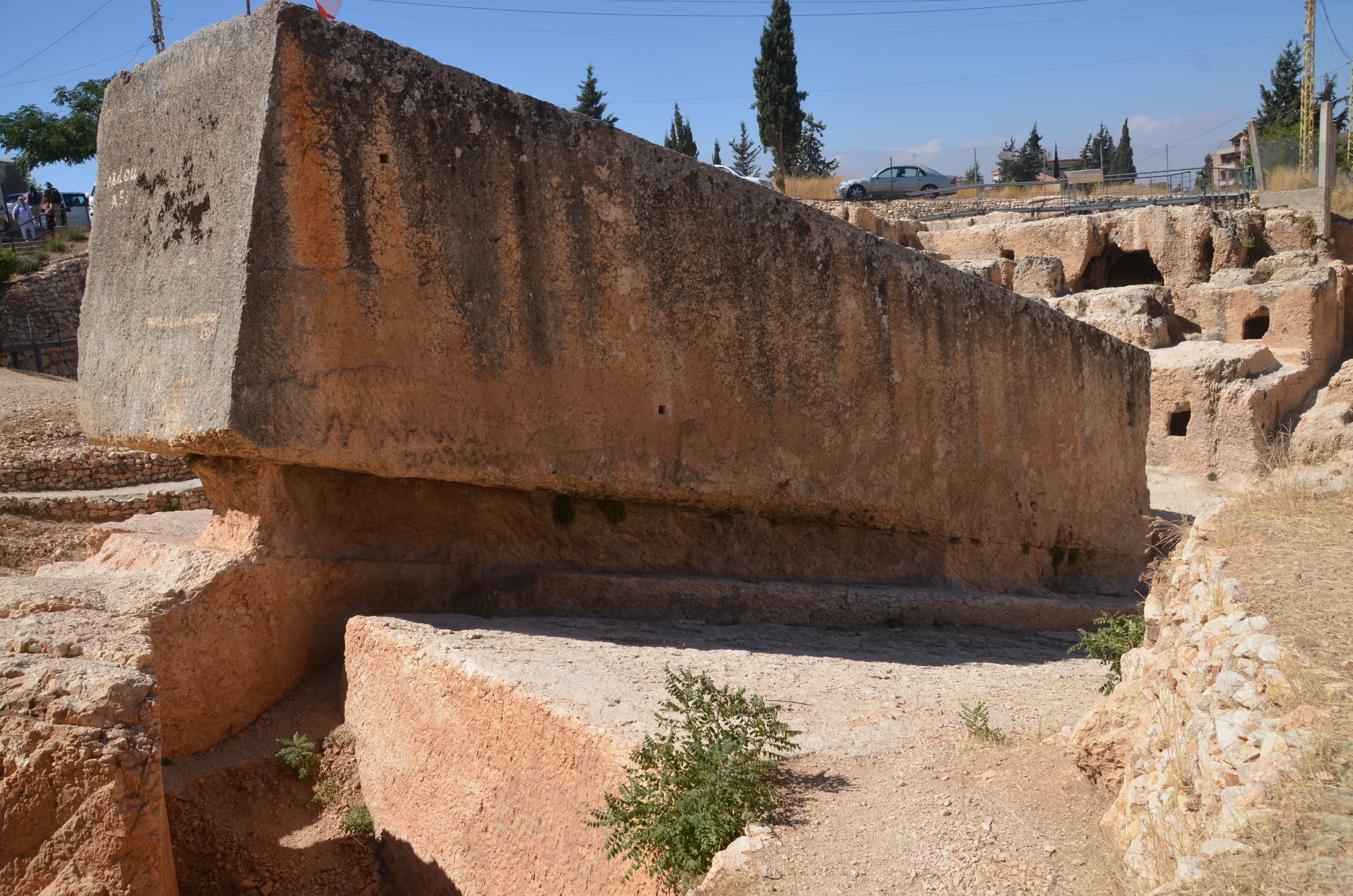
De Steen van de Zwangere Vrouw, bedoeld voor het platform van de Tempel van Jupiter, 970 ton

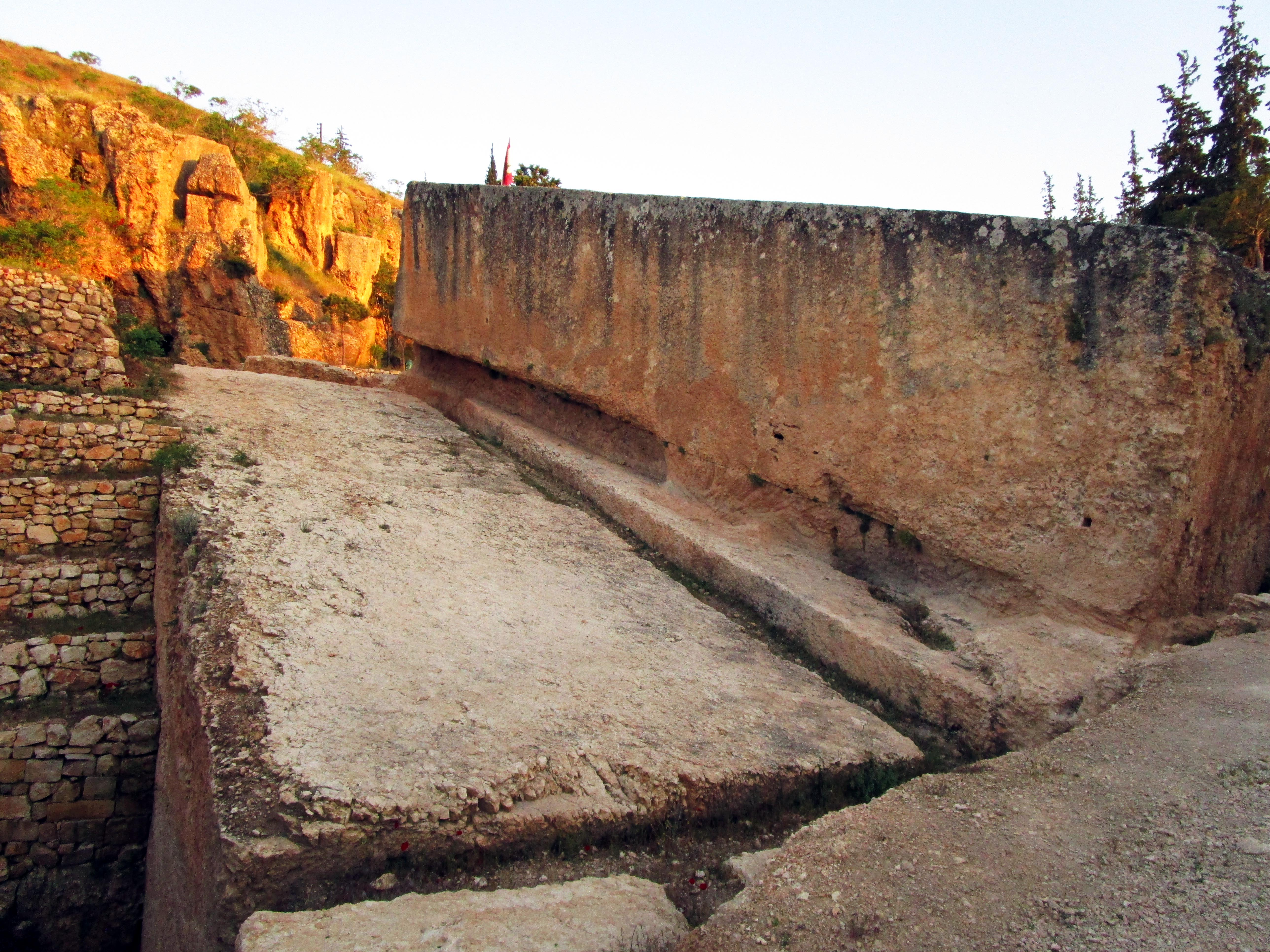
De derde monoliet in situ in de groeve in Baalbek, links naast de 'Steen van de zwangere vrouw', 1.650 ton

De aanwezigheid van de enorme steengroeve in de buurt (op een afstand van 800 meter) speelde waarschijnlijk mede een rol om een 'Grote Hof' van een groot heidens tempelcomplex op te richten in dit bergachtig gebied, op een hoogte van 1.145 meter, in het afgelegen oostelijke gebied van het Romeinse Rijk.
Al dateerde de 6e-eeuwse Griekse historicus Johannes Malalas de tempel in de regering van Antoninus Pius (138-161), begon de bouw waarschijnlijk kort na ca. 16 v.Chr., toen Baalbek een Romeinse kolonie werd, Colonia Julia Augusta Felix Helipolitana. Het was een belangrijke religieuze site tijdens het Romeinse Rijk, en keizers consulteerden vaak het orakel van de tempel. Trajanus vernam er zijn aanstaande overlijden ca. 115.
Het tempelcomplex bevindt zich op een verheven plaza, opgericht 7 meter boven een eerdere T-vormige basis, die bestaat uit een podium, trap en funderingsmuren. Deze U-vormige muren (noord-west-zuid) waren gebouwd met ongeveer 24 monolieten, die op het laagste niveau elk ongeveer 300 ton wegen (1 ton = 1000 kg). De hoogste muur (de andere twee muren bleven onvoltooid met reusachtige blokken in de groeve), in het westen, heeft een tweede rij van monolieten, waaronder de beroemde 'Drie Stenen' (Grieks: Trilithon): gehouwen uit kalksteen, 19 m. lang, 4,3 meter hoog en 3,6 meter breed, met een gewicht van elk ongeveer 800 ton.
Een vierde, nog grotere steen, de 'Steen van de Zwangere Vrouw' ligt ongebruikt in de nabijgelegen groeve, 800 meter van de stad, en weegt ongeveer 1000 ton. Een vijfde, met een gewicht van ongeveer 1200 ton, ligt in dezelfde groeve. In juni 2014 werd een zesde steen gevonden, 19,6 meter lang, 5,5 meter hoog, 6 meter breed, met een geschat gewicht van 1.650 ton.
Door de basis lopen drie enorme gangen, zo groot als spoortunnels. Een brede trap gaf toegang tot het verhoogde platform, 47,7 meter bij 87,75 meter. De tempel zelf was omgeven door een peristyle van 54 Korinthische zuilen: 10 voor- en achteraan en 19 langs elke zijde. De zuilen waren 19,9 meter hoog, de hoogste van welke klassieke tempel ooit, en de top (apex) van het pediment wordt geschat op 44 meter boven de vloer van het hof. Met een oppervlakte van 88 bij 44 meter, is de tempel aanzienlijk kleiner dan vroegere Griekse tempels, zoals de Tempel van Artemis in Efeze en de Tempel van Apollo in Didyma.
Een aantal Julio-Claudiaanse keizers verreikten om de beurt het heiligdom van de tempel. In het midden van de 1e eeuw bouwde Nero het toren-altaar tegenover de tempel. In de vroege 2e eeuw voegde Trajanus het voorhof van de tempel toe, met portico's van rose graniet.
Het tempelheiligdom van de Heliopolitaanse Zeus werd geruïneerd door aardbevingen, verwoest en geplunderd om de stenen onder Theodosius I en opnieuw onder Justinianus I. Acht zuilen werden naar Constantinopel (Istanboel) gebracht om binnen de Hagia Sophia dienst te doen. Drie zuilen vielen aan het einde van de 18e eeuw omver.

## Bouw

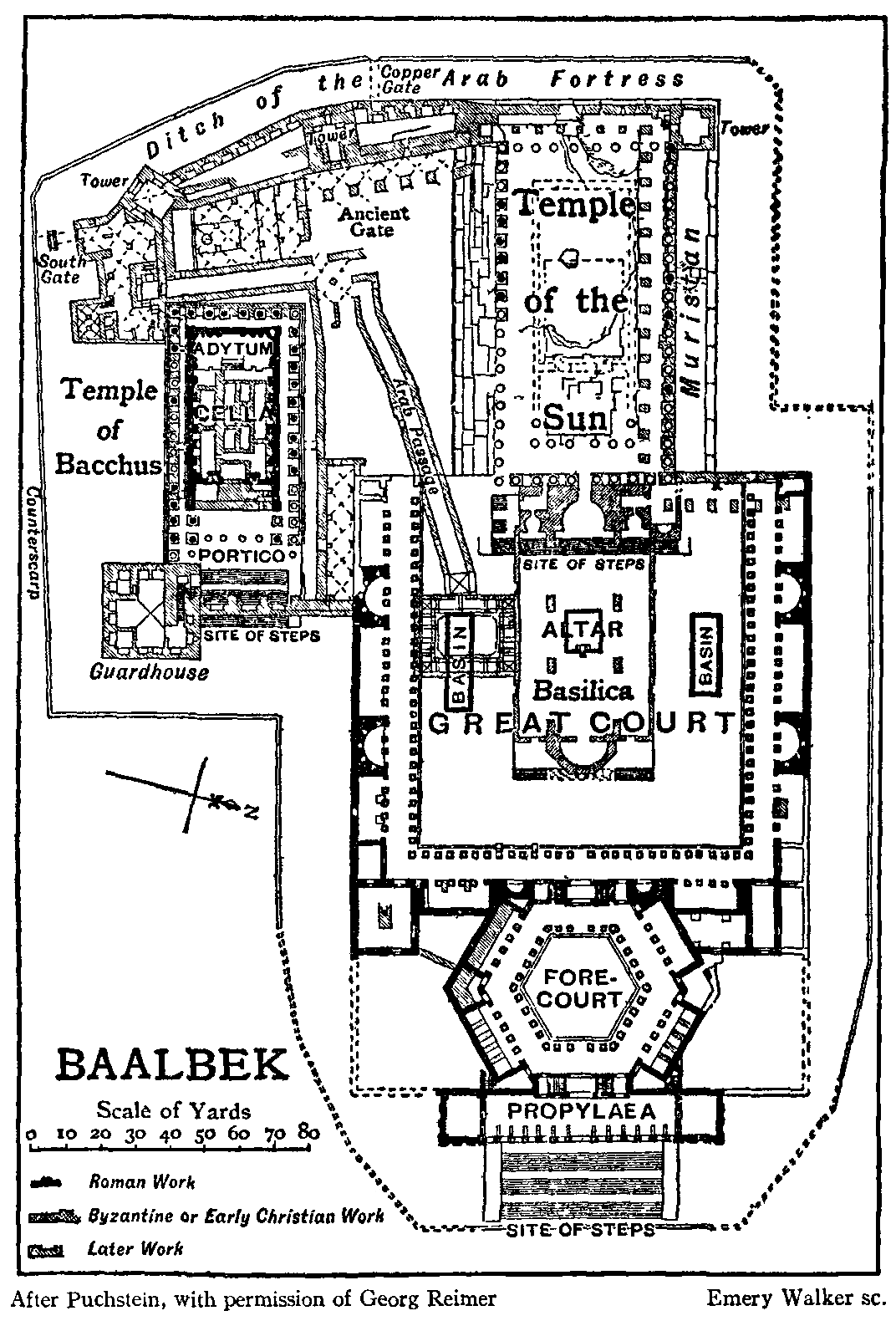
Plattegrond van de acropolis (Tell Baalbek) van Heliopolis in modern Baalbek, met de Tempel van Jupiter als de Tempel van de Zon, gravure, Emery Walker, naar de Duitse opgravingen van Otto Puchstein, Encyclopaedia Britannica, 11e editie. De Trilithon bevinden zich bovenaan de tekening, in de westelijke muur van de Tempel van Jupiter.

De methode van constructie blijft een archeologisch mysterie. De groeve lag enigszins boven het niveau van het tempelcomplex, waardoor de stenen bij het vervoer niet hoefden te worden opgelicht. Maar de Trilithon liggen niet aan de basis van de Westelijke muur op de grond, maar 6 meter erboven. Er ligt een Romeinse zuil horizontaal en afgeplat aan de basis van de westelijke muur en op basis daarvan concludeert Lohmann, dat ook de Trilithon door Romeinen op hun plaats zijn getild.
Romeinse hijskranen waren niet in staat stenen van 60 tot 100 ton op te tillen, laat staan van 800 ton, maar er zou een uitzonderlijke kraan kunnen zijn gebouwd speciaal voor deze tempel.
Archeologisch onderzoek wordt gehinderd door civiele onrust in de regio.

## Functie
Volgens Macrobius, die rond 400 schreef, stond in de tempel een gouden beeld van Apollo of Zeus. Voorgesteld als een baardeloze jongeman en in de uitrusting van een wagenmenner, had het beeld in de rechterhand een zweep en in de linker een bliksemschicht en korenaren.

## Huidige staat
Momenteel staan er zes pilaren aan de zuidzijde overeind met hun hoofdgestel. Hun kapitelen zijn bijna intact gebleven aan de zuidzijde, maar hevig aan de andere zijde verweerd. De overgebleven blokken van het architraaf en fries wegen tot wel 66 ton, met een hoeksteen met een gewicht van 110 ton, allen opgeheven tot een hoogte van 19 meter.

## Galerij

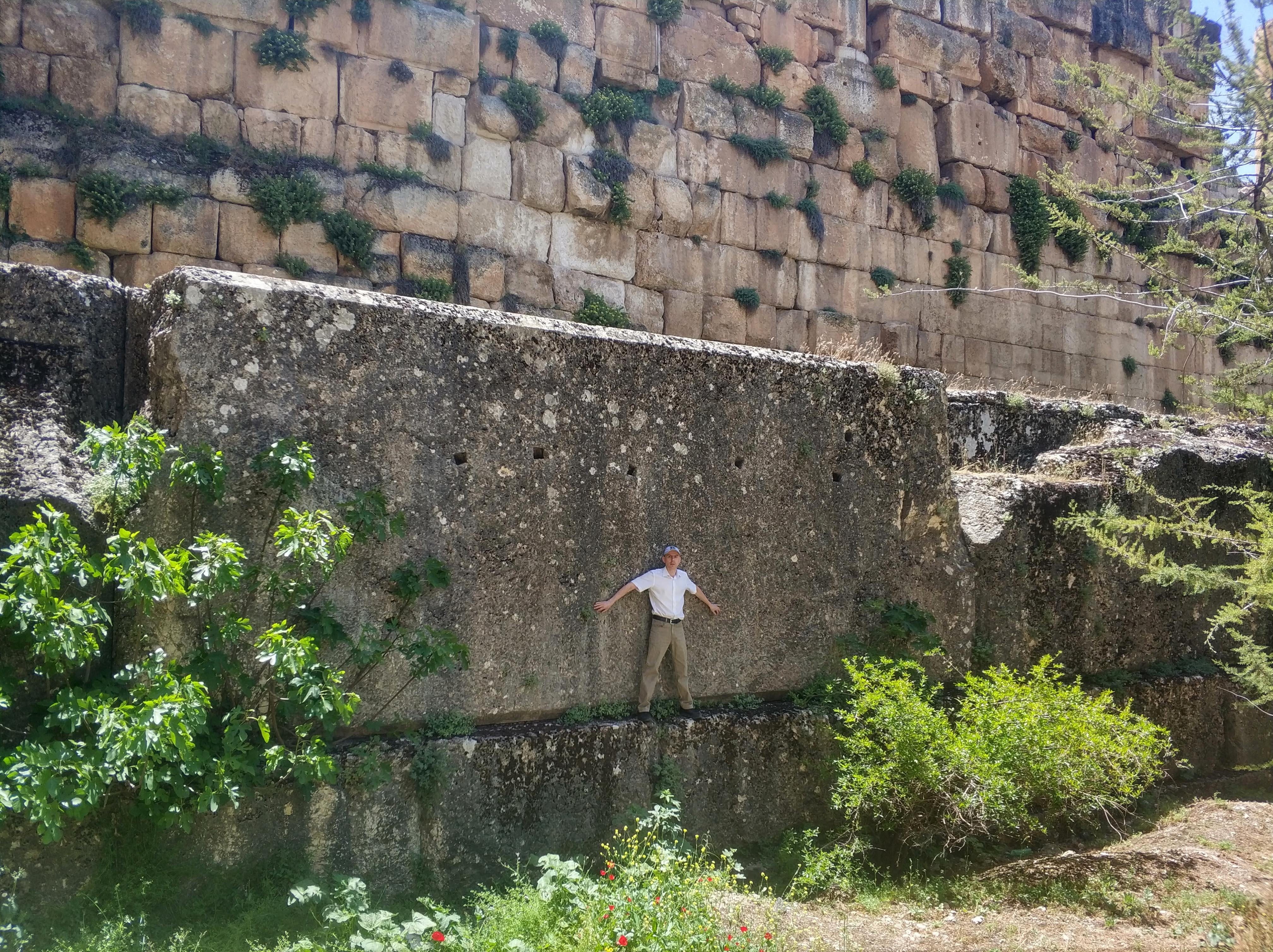
Noordelijke muur
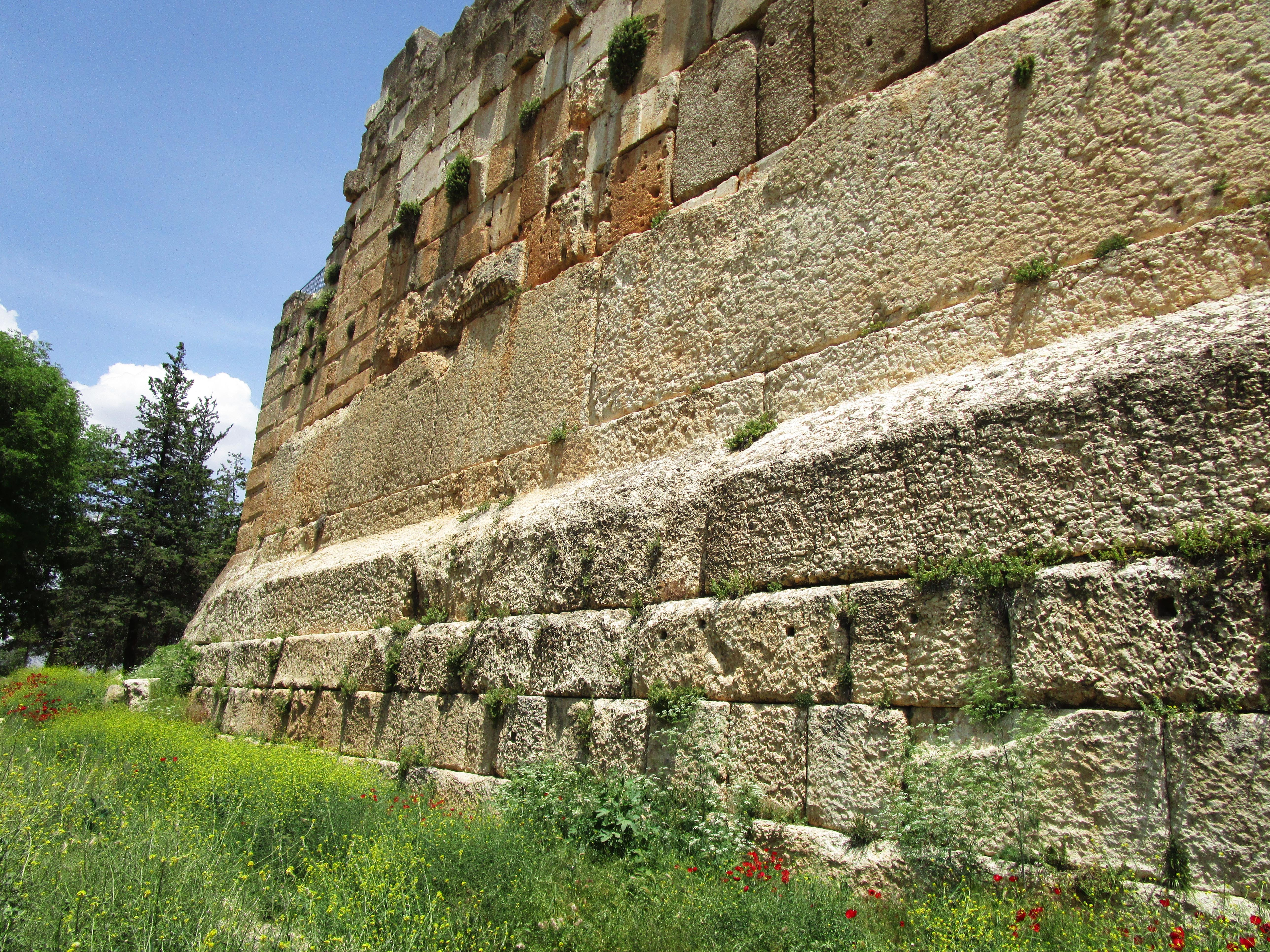
Trilithon, Westelijke muur
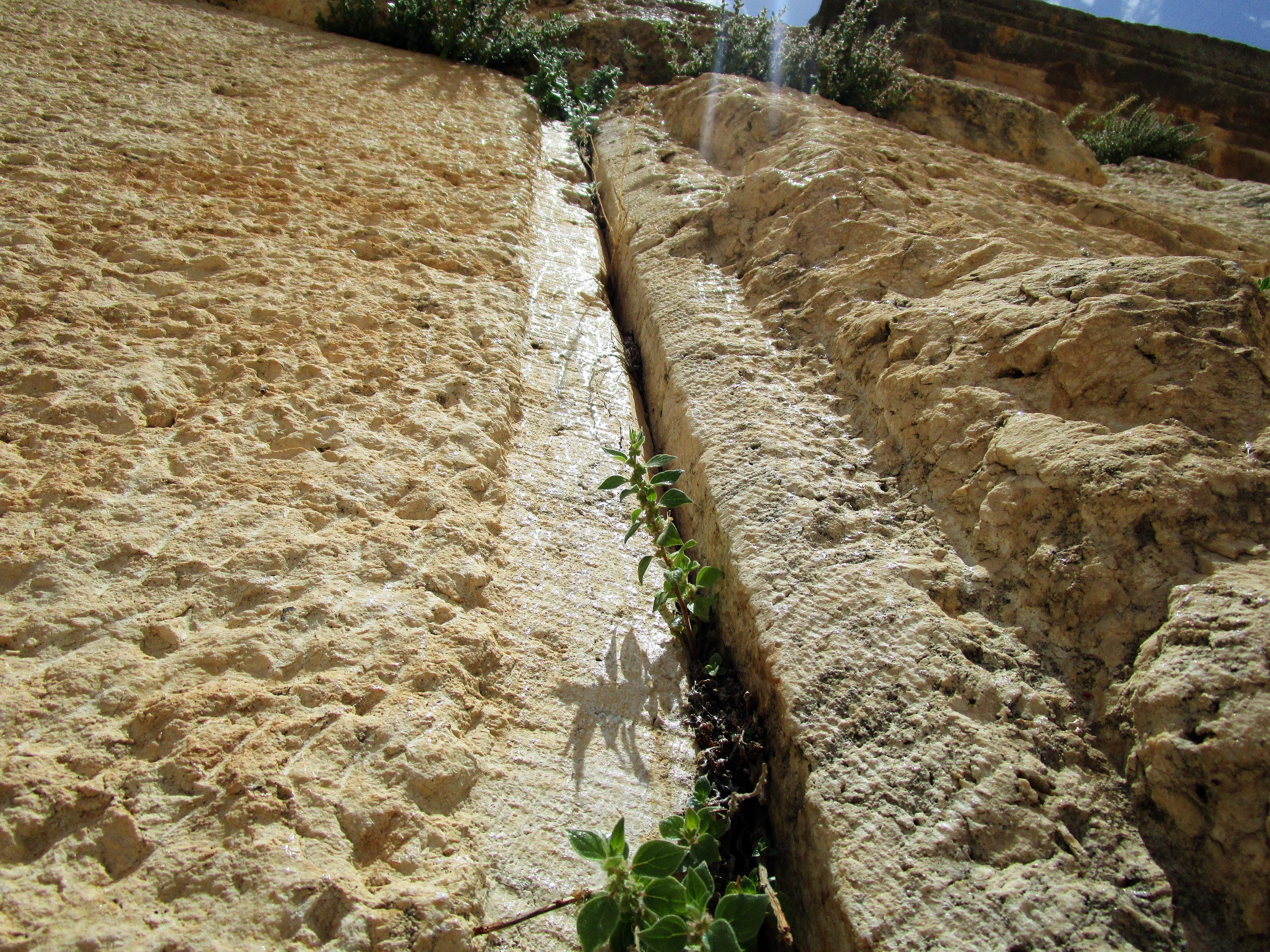
Zuidelijke muur
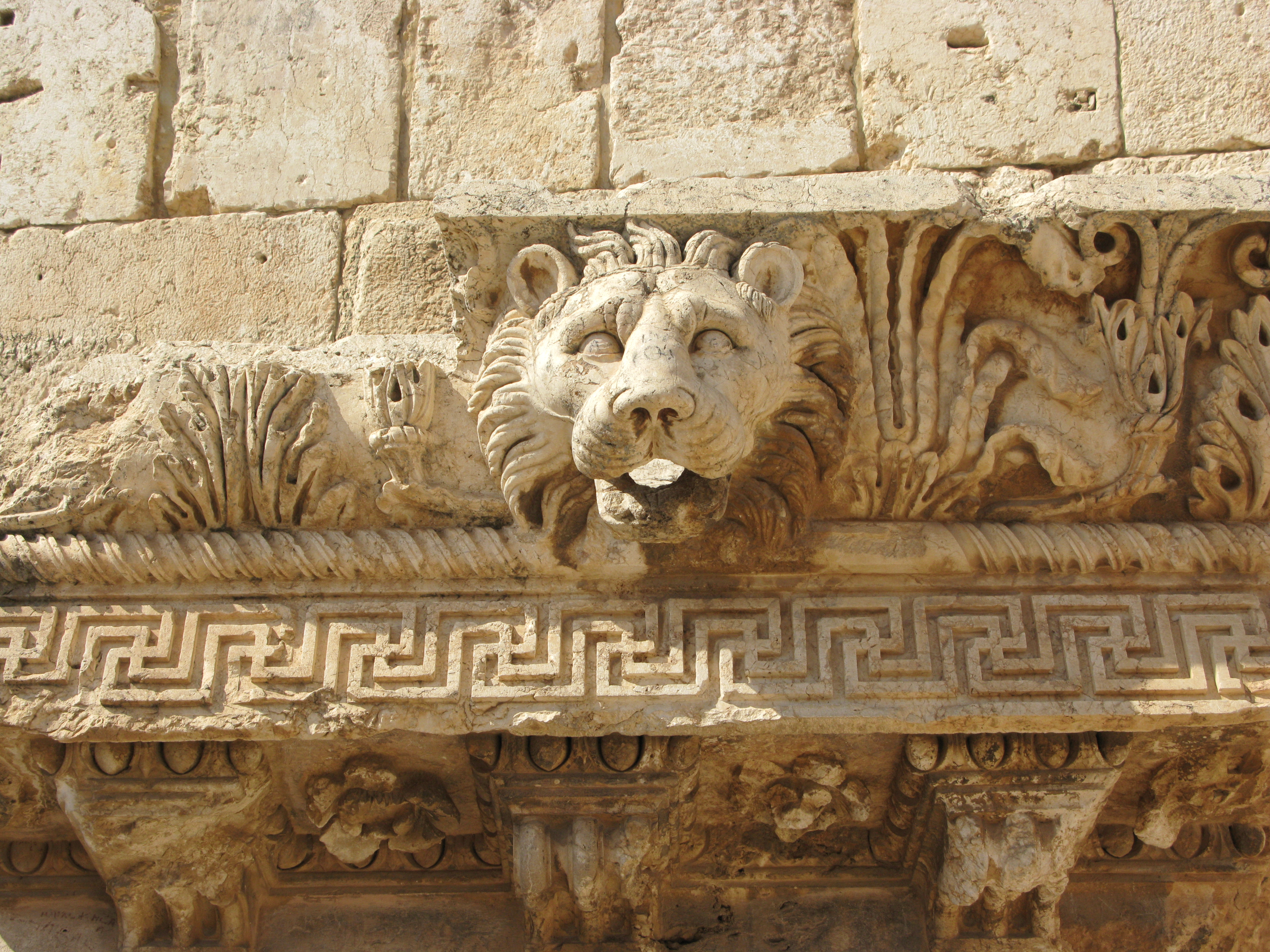
Romeinse leeuwenkop (Gargouille)
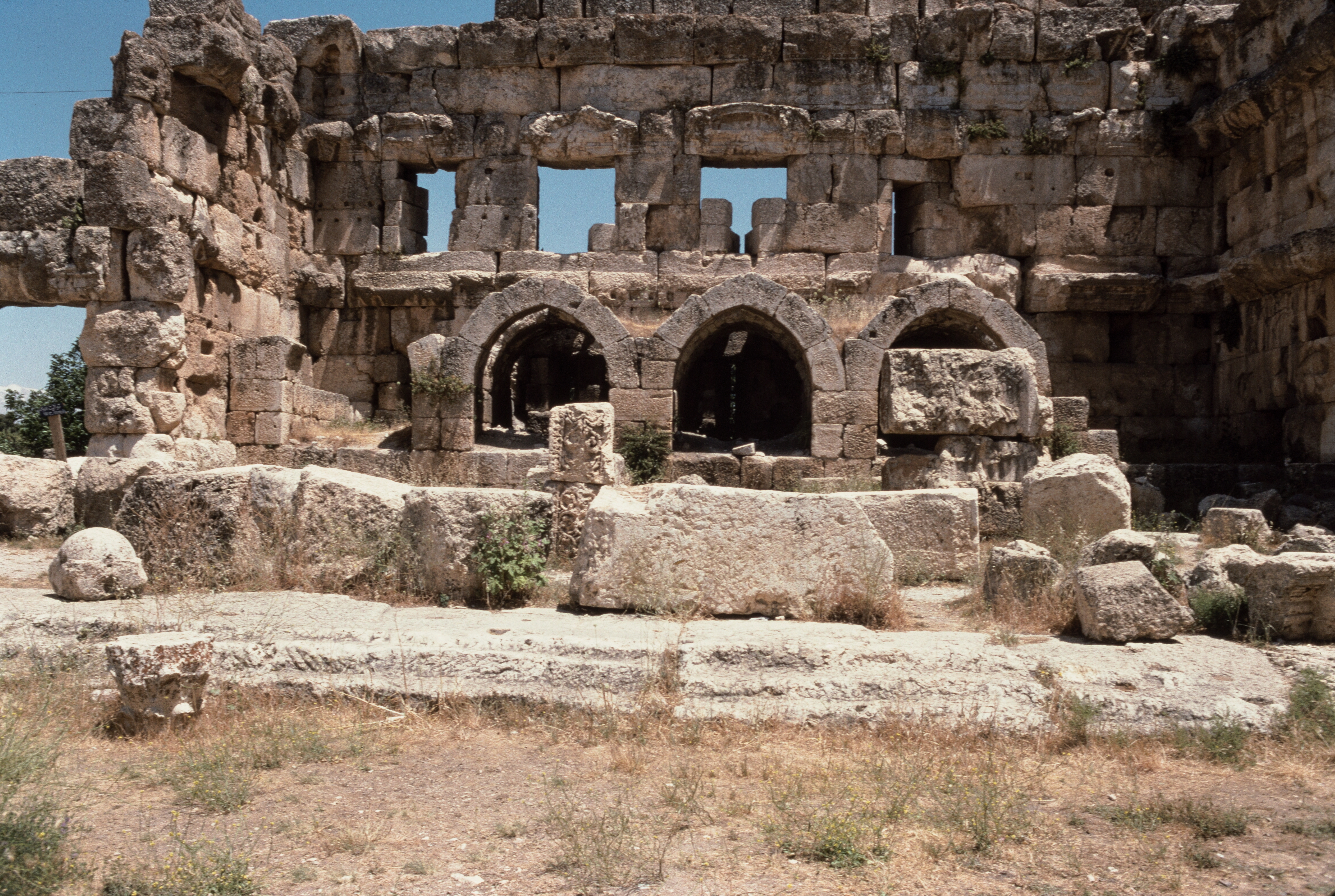
Het Zeshoekige Hof
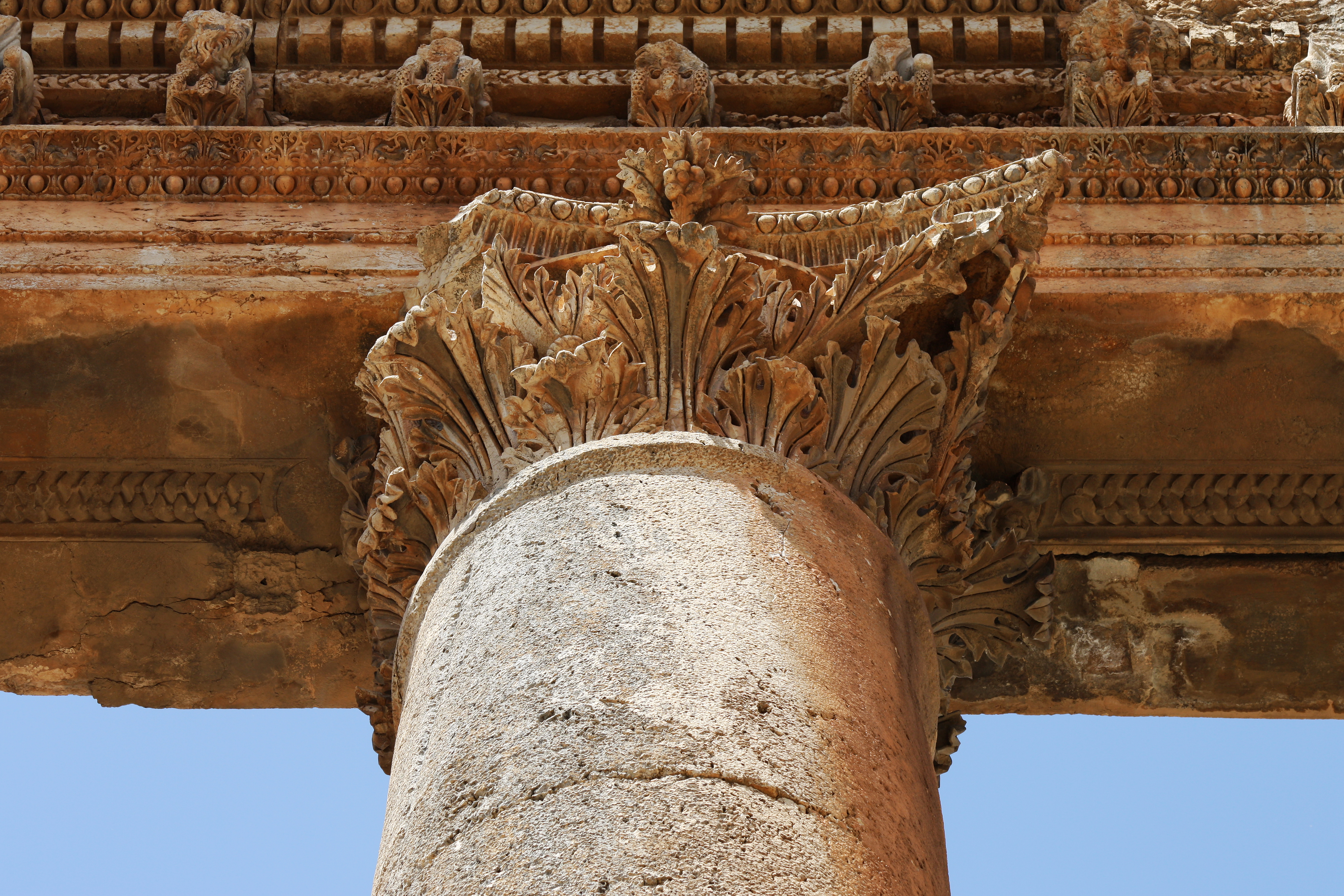
Een Korinthisch kapiteel
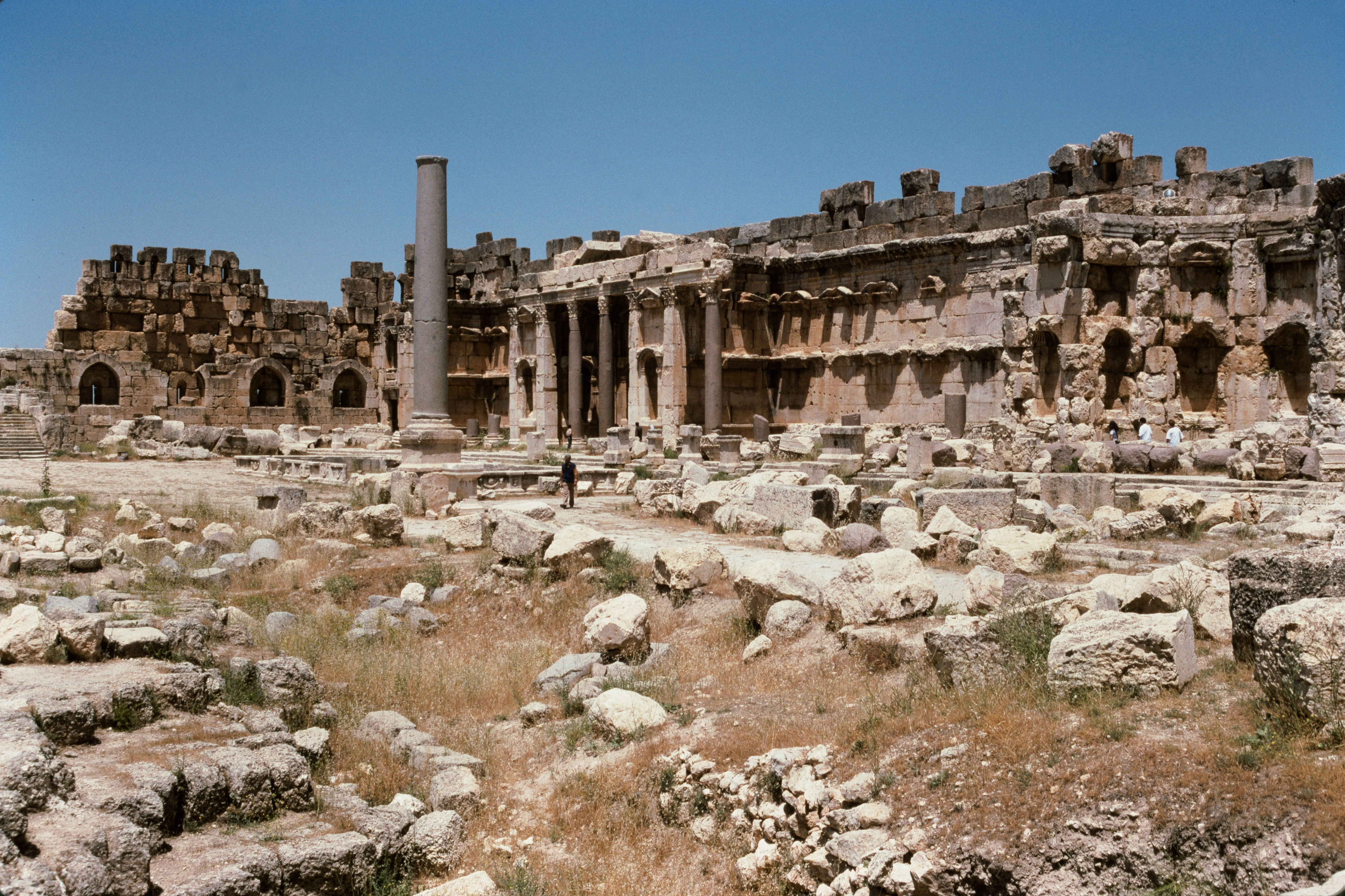
Het Grote Hof, naar het noordoosten
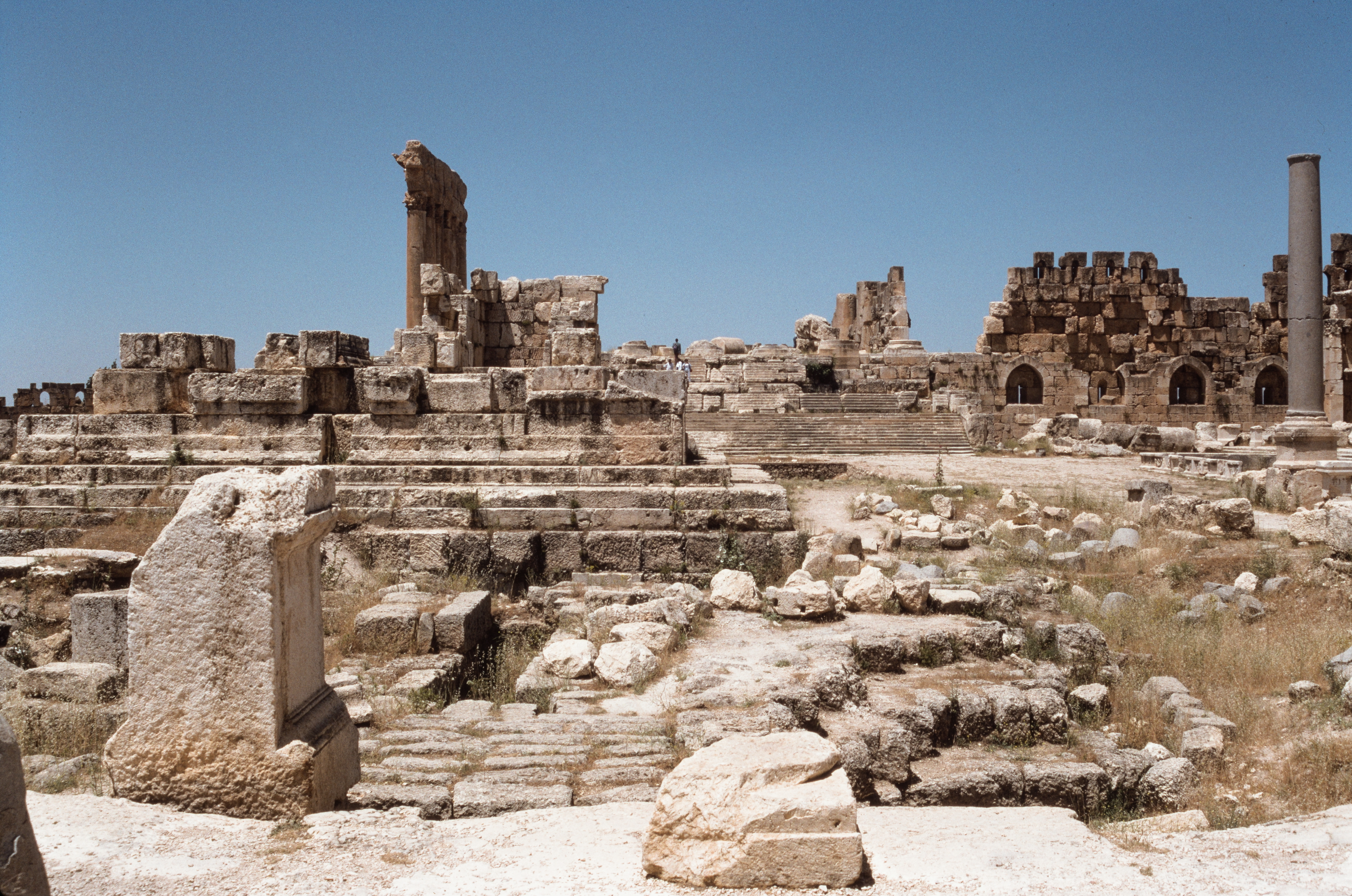
Het Grote Hof, zuidzijde
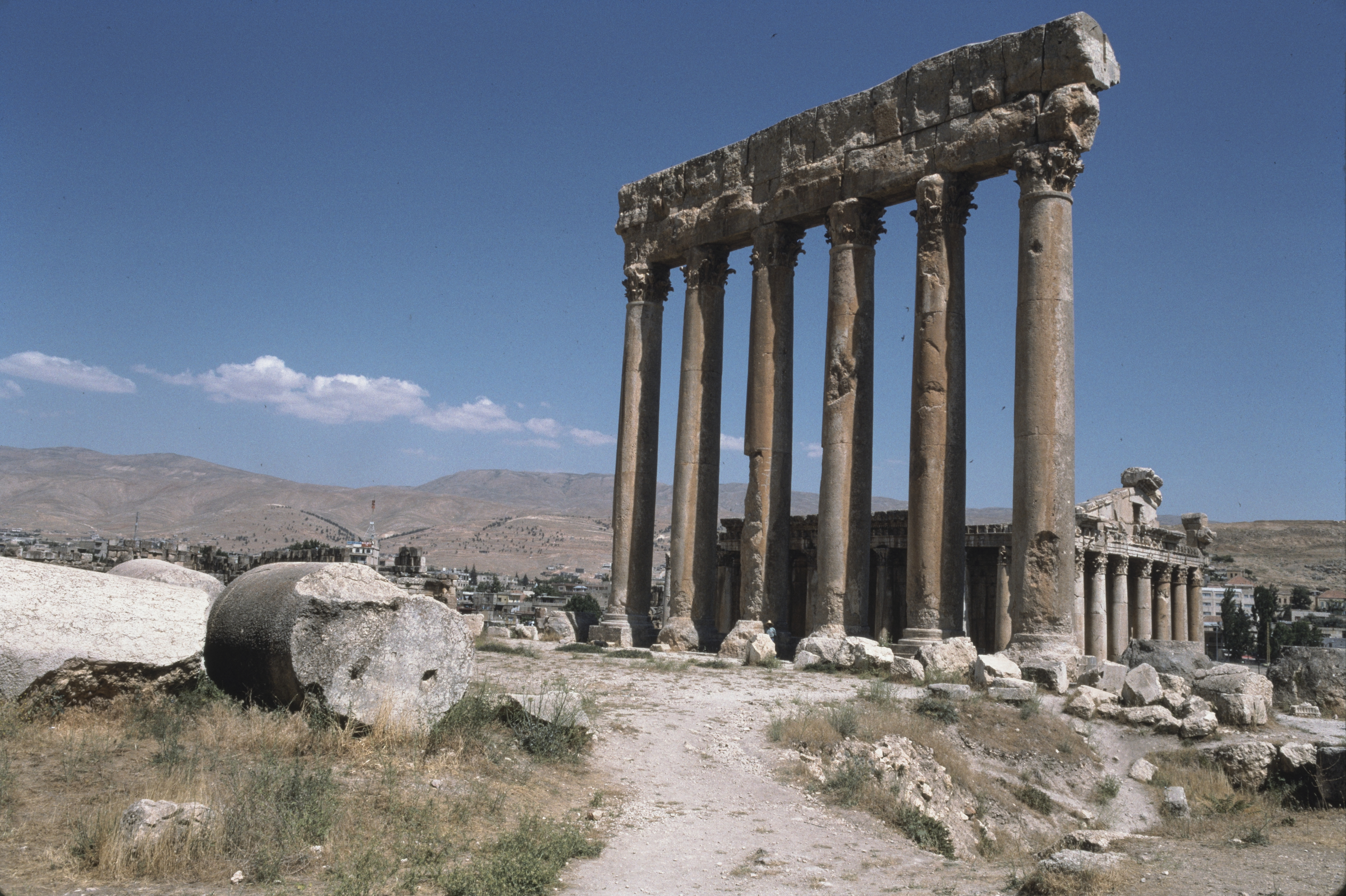
Het Grote Hof, zuidzijde